# Erismadelphus exsul
Erismadelphus exsul är en tvåhjärtbladig växtart som beskrevs av Mildbraed. Erismadelphus exsul ingår i släktet Erismadelphus och familjen Vochysiaceae. Utöver nominatformen finns också underarten E. e. platyphyllus.